# Mikkolansaari
Mikkolansaari är en ö i Finland. Den ligger i vattendraget Pitkä-Kymi och i kommunen Kotka i den ekonomiska regionen  Kotka-Fredrikshamn  och landskapet Kymmenedalen, i den södra delen av landet, 110 km öster om huvudstaden Helsingfors. Öns area är 6,4 hektar och dess största längd är 0,6 kilometer i sydöst-nordvästlig riktning.